# Georg Bricka
Georg Stephan Bricka (født 5. oktober 1842 i København, død 30. december 1901 i Nyhuse ved Hillerød) var en dansk historiker, broder til C.F. Bricka.

## Liv og gerning
Bricka blev student fra Metropolitanskolen 1861, Han studerede i nogle år jura, men da han efter 16 måneders tjeneste i hæren kom tilbage til studiet, var hans lyst til juraen, som aldrig havde været stor, gået tabt. Han valgte at tage filologisk-historisk embedseksamen, som han bestod i 1870. Han konstitueredes i 1873 som lærer ved Frederiksborg lærde skole, blev adjunkt i 1876, overlærer i 1891. Han købte sig et hus med have i Frederiksborg Nyhuse og levede her til sin død. En forholdsvis stille løbebane var tilbagelagt. 

## Forfatter af historiske værker
Georg Bricka, der havde samme store arbejdstrang som sin broder og samme ulyst til at trænge sig frem, nåede dog at blive midtpunkt i flere virksomheder. Hans historiske lærebøger sloge godt an og udkom i mange oplag (således Nordens Historie i fragmentarisk Fremstilling, 3. udgave 1889 og Verdenshistorien i fragmentarisk Fremstilling, 7. udgave 1903). 

## Musikelsker
Han havde fra barn af dyrket musikken, i København havde han været medlem af Cæcilieforeningens bestyrelse, i Frederiksborg blev han midtpunkt for byens musikalske liv og dirigent for dens musikforening. Han havde tidlig gjort studier i dansk musikhistorie, og alene eller i forening med sin skolekammerat musikhandler S.A.E. Hagen skrev han en række artikler om musikere og komponister i Dansk Biografisk Lexikon. 

## Sognerådsformand og fjerkræavler
Georg Bricka besad end videre megen drift til praktisk gerning: i næsten 10 år var han formand for sognerådet for Frederiksborg Slotssogn, og for hele landet kom han til at virke ved sin interesse for hønseavl. I denne vandt han betydelig indsigt og erfaring, der ved hans skrifter kom befolkningen til gode, lige som han blev den almindelig søgte tillidsmand på dette område. I 22 år (fra 1879 til 1901) redigerede han "Tidsskrift for Fjerkræavl", der var organ for Foreningen for Danmarks Fjerkræavl. Lige så offentliggjorde han det store værk "Illustreret Haandbog i Fjerkræavl" i 1884 og "Regler for Hønsegaarden. En praktisk Vejledning for Fjerkræavlere" i 1885, desuden en række artikler om disse emner i "Ugeskrift for Landmænd" og andetsteds. 

## Hædersbevisninger
Over den varmhjertede mand, den afholdte lærer og utrættelige arbejder rejste elever i forening med venner af fjerkræavlen i Danmark et mindesmærke på Frederiksborg Kirkegård. 

## Hustruen
Han havde den 21. maj 1874 ægtet Christiane Bolwig, en datter af exam.Juris, proprietær Johan Christopher Bolwig og Georgine Nicoline Achen, en søster til Brickas stedmoder.  